# Liste der denkmalgeschützten Objekte in Bad Wimsbach-Neydharting
Die Liste der denkmalgeschützten Objekte in Bad Wimsbach-Neydharting enthält die 10 denkmalgeschützten, unbeweglichen Objekte der Gemeinde Bad Wimsbach-Neydharting in Oberösterreich (Bezirk Wels-Land).

## Denkmäler
| Foto |                 | Denkmal | Standort                                 | Beschreibung | Metadaten |
| ---- | --------------- | --- | ---------------------------------------- | --- | --- |
| ja   | Datei hochladen | Römische Villa Freithofholz HERIS-ID: 57879 Objekt-ID: 68215                                                            | Flur Bachloh Standort KG: Bachloh        | Die römische villa rustica aus dem Ende des 1. Jahrhunderts bestand bis ins 4. Jahrhundert und wurde ab 1950/51 untersucht, freigelegt und konserviert. | BDA-Hist.: Q38079148 Status: Bescheid Stand der BDA-Liste: 2025-06-30 Name: Römische Villa Freithofholz GstNr.: 1542, 1545, 1551, 1552 Villa rustica (Bad Wimsbach-Neydharting)    |
| ja   | Datei hochladen | Kath. Filialkirche hl. Georg und ehem. Friedhofsfläche HERIS-ID: 52225 Objekt-ID: 58767                                 | Kößlwang 37, bei Standort KG: Kößlwang   | Die 1135 erstmals erwähnte, kleine einschiffige Filialkirche besitzt einen aus dem Achteck geschlossenen Chor der ausgehenden Gotik und einen barocken Dachreiter über dem Westgiebel. Das teilweise in Tuffquaderbau gehaltene Bauwerk beherbergt einen Hauptaltar mit einem Gemälde der Maria als Himmelskönigin aus dem zweiten Viertel des 17. Jahrhunderts.                                                                                      | BDA-Hist.: Q38050005 Status: § 2a Stand der BDA-Liste: 2025-06-30 Name: Kath. Filialkirche hl. Georg und ehem. Friedhofsfläche GstNr.: 140, 131 Filialkirche hl. Georg, Kößlwang   |
| ja   | Datei hochladen | Kath. Filialkirche hl. Thomas von Canterbury HERIS-ID: 76035 Objekt-ID: 89576                                           | bei Haag 14 Standort KG: Neydharting     | Die 1220 erstmals erwähnte Kirche wurde 1893 zu einer Filialkirche ausgebaut, wobei eine langrechteckige Kirche mit leicht eingezogenem, in korbbogiger Rundung abgeschlossenem Chor entstand. Die Kirche mit Kapellenanbau und Turm im südlichen Chorwinkel beherbergt einen Hochaltar aus der Zeit um 1700 mit einem Altarbild des Heiligen Thomas von Canterbury aus dem Jahr 1837.                                                                | BDA-Hist.: Q38142139 Status: § 2a Stand der BDA-Liste: 2025-06-30 Name: Kath. Filialkirche hl. Thomas von Canterbury GstNr.: .92 Filialkirche St. Thomas von Canterbury in der Wim |
| ja   | Datei hochladen | Freilichtmuseum Hackenschmiede HERIS-ID: 37676 Objekt-ID: 36894                                                         | Almeggerstraße 12 Standort KG: Wimsbach  | Die bereits 1604 genannte Hackenschmiede wird von drei oberschlächtigen Wasserrädern angetrieben, die vom Wimsbach gespeist werden. Die größte Wasserradanlage misst 3,1 m Raddurchmesser und besitzt einen 6 m langen Grindel (Holzwelle des Wasserrads) und zwei Schwanzhämmer. Die Schmiede wurde 1968 vom Kulturverein angekauft und zwischen 1975 und 1978 renoviert.                                                                            | BDA-Hist.: Q37976679 Status: Bescheid Stand der BDA-Liste: 2025-06-30 Name: Freilichtmuseum Hackenschmiede GstNr.: .77/1 Freilichtmuseum Hackenschmiede, Wimsbach                  |
| ja   | Datei hochladen | Kapelle in der Allee, sog. Schlosskapelle, Ehrenfeld-Kapelle samt Ausstattung HERIS-ID: 76066 Objekt-ID: 89608seit 2013 | Bachloh Standort KG: Wimsbach            | | BDA-Hist.: Q38142238 Status: Bescheid Stand der BDA-Liste: 2025-06-30 Name: Kapelle in der Allee, sog. Schlosskapelle, Ehrenfeld-Kapelle samt Ausstattung GstNr.: 80/2             |
| ja   | Datei hochladen | Friedhof mit Friedhofsportal HERIS-ID: 76031 Objekt-ID: 89572                                                           | Kirchenberg 4, bei Standort KG: Wimsbach | Das spätgotische Friedhofsportal stammt aus dem zweiten Viertel des 16. Jahrhunderts. | BDA-Hist.: Q38142075 Status: § 2a Stand der BDA-Liste: 2025-06-30 Name: Friedhof mit Friedhofsportal GstNr.: 66/4                                                                  |
| ja   | Datei hochladen | Kath. Pfarrkirche hl. Stephan HERIS-ID: 52715 Objekt-ID: 60239                                                          | Kirchenberg 2, bei Standort KG: Wimsbach | Die große, schlichte hochbarocke Landkirche wurde ab 1688 neu errichtet, wobei Teile des spätgotischen Baues wie die Sakristei und der Teile des Turms miteinbezogen wurden. Die vom Friedhof umgebene Kirche beherbergt einen hochbarocken Hauptaltar mit einem Gemälde der Marter des heiligen Stephan. | BDA-Hist.: Q21857898 Status: § 2a Stand der BDA-Liste: 2025-06-30 Name: Kath. Pfarrkirche hl. Stephan GstNr.: .18/1 Pfarrkirche Bad Wimsbach-Neydharting                           |
| ja   | Datei hochladen | Ehem. Benefiziatenhaus HERIS-ID: 76033 Objekt-ID: 89574                                                                 | Kirchenberg 4 Standort KG: Wimsbach      | | BDA-Hist.: Q38142117 Status: § 2a Stand der BDA-Liste: 2025-06-30 Name: Ehem. Benefiziatenhaus GstNr.: .18/2                                                                       |
| ja   | Datei hochladen | Gemeindeamt HERIS-ID: 76041 Objekt-ID: 89582                                                                            | Markt 1 Standort KG: Wimsbach            | Das Gemeindeamt wurde 1954 durch die Zusammenlegung dreier Häuser gebildet, wobei die Gebäude weitgehend verändert wurden. | BDA-Hist.: Q38142163 Status: § 2a Stand der BDA-Liste: 2025-06-30 Name: Gemeindeamt GstNr.: .69/2                                                                                  |
| ja   | Datei hochladen | Schloss Wimsbach HERIS-ID: 37677 Objekt-ID: 36895                                                                       | Schloß 1 Standort KG: Wimsbach           | Das an einem Steilabhang des Wimsbach an der Brücke von Lambach nach Vorchdorf befindliche Schloss besitzt einen spätmittelalterlichen Burgkern, der vermutlich nach einem Brand 1626 zu einem einigermaßen regelmäßigen Wohnschloss um einen leicht rechteckigen Hof mit je einem Obergeschoß je Flügel ausgebaut wurde. Die Außenansicht des Schlosses wird von der Holzschindeldeckung und den Ecktürmen mit achtseitigem Pyramidenaufbau geprägt. | BDA-Hist.: Q2244199 Status: Bescheid Stand der BDA-Liste: 2025-06-30 Name: Schloss Wimsbach GstNr.: .39/2 Schloss Wimsbach                                                         |